# Bas Eickhout
Bas Eickhout (Groesbeek, 8 ottobre 1976) è un politico olandese, europarlamentare dal 2009 eletto con Sinistra Verde e co-presidente del gruppo parlamentare dei Verdi/Alleanza Libera Europea.

## Biografia e vita privata
Nato nel 1976 a Groesbeek, ha studiato chimica e scienze ambientali all'Università Radboud di Nimega. Ha poi lavorato come ricercatore all'Istituto nazionale per la salute pubblica e l'ambiente su diversi progetti relativi al cambiamento climatico e la sostenibilità dei biocombustibili e presso il Gruppo intergovernativo sul cambiamento climatico delle Nazioni Unite.

## Carriera politica
Alle elezioni europee del 2009, Eickhout viene eletto per la prima volta al Parlamento europeo nelle liste di Sinistra Verde. Entra nella commissione per l'ambiente, la sanità pubblica e la sicurezza alimentare, dove viene confermato anche nelle successive legislatura divenendo anche relatore di numerose iniziative riguardanti la quota emissioni gas serra europea, regolamentazioni sull'energia rinnovabile, la riduzione delle emissioni dei veicoli pesanti.
Alle elezioni europee del 2024 è capolista dell'alleanza Sinistra Verde - Partito del Lavoro e uno dei leader scelti dal Partito Verde Europeo per la campagna elettorale continentale. Dopo essere stato rieletto per un quarto mandato al Parlamento europeo, diviene insieme alla tedesca Terry Reintke uno dei due capogruppi dei Verdi Europei.